# Berklee College of Music
Berklee College of Music neovisna je glazbena akademija osnovana 1945. godine u Bostonu u američkoj saveznoj državi Massachusetts. Berklee se sastoji od 430 fakultetskih programa koje pohađa oko 4000 studenata, a nudi i akreditiranu četverogodišnju glazbenu diplomu.
Moto akademije je latinska izreka "Esse quam videri".

## Vanjske poveznice
- Službene stranice akademije